# Dave Hilton
Davey „Dave“ Hilton junior (* 9. Dezember 1963 in Port Credit, Ontario) ist ein ehemaliger kanadischer Profiboxer und ehemaliger Weltmeister der WBC im Supermittelgewicht.

## Biographie
Dave Hilton junior entstammt einer englischsprachigen, jüdischen Familie in Kanada. Sein Vater Dave Hilton senior war ebenfalls Boxer. Dieser bestritt 155 Amateur- und Profikämpfe zwischen 1956 und 1976, von denen er 138 gewann. Auf seinen Boxhosen trug er stets einen Davidstern. Dessen Schwester Mary Ann war zudem Miss Kanada. Dave Hilton juniors Bruder Matthew Hilton (37 Kämpfe; 32 Siege) war Boxweltmeister der IBF im Halbmittelgewicht. Auch seine Brüder Alex Hilton (48 Kämpfe; 37 Siege) und Stewart Hilton (4 Kämpfe; 4 Siege) waren Profiboxer. Bekannt waren die Brüder jedoch auch für ihre Gesetzesverstöße, die sie zu mehreren Haftstrafen brachten. Stewart Hilton etwa starb 1986 zusammen mit seiner Freundin bei einem Verkehrsunfall, den er verursacht hatte. Er war nicht im Besitz einer Fahrerlaubnis gewesen. Alex Hilton verbüßte zu diesem Zeitpunkt gerade eine Haftstrafe wegen Alkoholdelikten, gefährlicher Drohung und Verstoßes gegen Bewährungsauflagen.
Dave Hilton junior begann 1981 mit dem Profiboxen und stand lange im Schatten seines talentierten Bruders Matthew. Er blieb in 28 Kämpfen ungeschlagen und gewann dabei auch gegen Mario Cusson (27-1), Sammy Horne (27-5) und Ron Amundsen (13-0). Im Oktober 1990 verlor er schließlich gegen Alain Bonnamie (5-0), ihr Rückkampf endete unentschieden. Im dritten Duell gewann Hilton schließlich einstimmig. Auch gegen Stephane Ouellet (25-1) boxte er im Laufe seiner Karriere dreimal, wobei er zweimal als Sieger hervorging.
Am 15. Dezember 2000 besiegte er in Montreal den Südafrikaner Dingaan Thobela (40-7) und wurde damit WBC-Weltmeister im Supermittelgewicht. Im Mai 2001 wurde er jedoch wegen sexuellen Missbrauchs an seinen beiden Töchtern zu einer mehrjährigen Haftstrafe verurteilt, womit er auch seinen WM-Titel verlor. 2006 folgte zwar seine Entlassung und ein gewonnener Boxkampf im Mai 2007, doch wurde er bereits im August 2007 wegen Körperverletzung und gefährlicher Drohung erneut inhaftiert. Nach seiner Freilassung erfolgte im September 2010 eine erneute Verhaftung wegen derselben Delikte.